# Ворожбинська волость (Лебединський повіт)
Ворожбинська волость — адміністративно-територіальна одиниця Лебединського повіту Харківської губернії.
На 1862 рік до складу волості входили:
- слобода Ворожба;
- хутір Зелений Гай;
- слобода Бранцівка.

Найбільше поселення волості станом на 1914 рік:
- село Ворожба — 8805 мешканців;
- село Бишкінь — 4379 мешканців;

Старшиною волості був Коваленко Іван Семенович, волосним писарем — П'яткин Максим Дмитрович, головою волосного суду — Толочко Трофим Лукич.